# Арсамен
Арсамен (др.-греч. ἀρσαμένης) — сын Дария I, один из персидских военачальников во время похода Ксеркса I в 480—479 годах до н. э.

Отцом Арсамена был Дарий I. Имени его матери Геродот не называет.
Готовясь к походу в Грецию, Ксеркс I назначил командирами огромной, собранной почти со всех частей империи армии, своих родственников и доверенных людей. По свидетельству Геродота, одним из таких военачальников был Арсамен. Он возглавлял утиев, входящих в состав XIV сатрапии и вооружённых луками и кинжалами. Возможно, «отец истории» получил эту информацию из какого-то персидского источника времён кампании 480—479 годов до н. э.